# 克利門蒂尼夫卡
51°37′34″N 31°43′33″E / 51.62611°N 31.72583°E
克利门蒂尼夫卡（烏克蘭語：Климентинівка），是烏克蘭北部切爾尼希夫州切爾尼希夫區贝雷兹纳市镇的村庄。面積0.8平方公里，海拔高度119米，2001年人口192，人口密度每平方公里240人。